# 1029 км
1029 км — упразднённый в 1998 году населённый пункт (тип: железнодорожная казарма) в Зуевском районе Кировской области. Находится на территории современного Семушинского сельского поселения.

## География
Находится на железнодорожной линии Киров — Пермь, напротив деревни Семенки, у реки Мурлевка, на расстоянии примерно 30 километров на запад-северо-запад от районного центра города Зуевка.

## История
Упоминается с 1926 года как Будка на 74 км, которая входила в Вятский уезд, Селезеневская волость,	Волчье-Троицкий сельсовет. К 1939 году казарма жд 74 км, Зуевский район,	Волчье-Троицкий сельсовет (Список населённых пунктов Кировской области 1939 г.). Справочник по административно-территориальному делению Кировской области на 1 июня 1978 г. приводит такие сведения: ж. д. казарма	1029 км, Зуевский район,	Семушинский сельсовет.
В 1998 году ж. д. казарма 1029 км и ж. д. станция Ардаши Семушинского сельского округа объединены в один населенный пункт — ж. д. станцию Ардаши

## Население
Список населённых мест Вятской губернии по переписи населения 1926 г. приводит данные: учтено 11 хозяйств, в них 11 жителей — все мужчины.
Согласно Всесоюзной переписи населения 1989 года проживали 18 человек, из них	8 мужчин,	10 женщин(Итоги Всесоюзной переписи населения 1989 года по Кировской области [Текст] : сб. Т. 3. Сельские населенные пункты / Госкомстат РСФСР, Киров. обл. упр. статистики. — Киров:, 1990. — 236 с. — С. 65).

## Инфраструктура
Путевое хозяйство Горьковской железной дороги. Станция Ардаши.